# Pultscholle

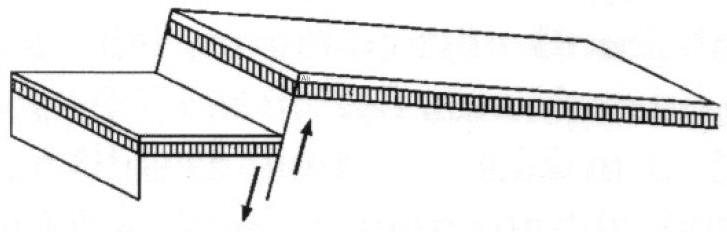
Schematische Darstellung einer Pultscholle

Eine Pultscholle ist in Geomorphologie und Tektonik eine besondere Form einer tektonischen Bruchscholle, die einseitig entlang einer Bruchzone angehoben wurde, so dass ausgehend vom Gebirgskamm, der Hauptwasserscheide des Gebirges, das Gelände auf einer Seite relativ flach abfällt, während auf der anderen Seite, entlang des Bruches, ein starkes Gefälle vorliegt. Die dadurch entstehende Pultform gab dieser Gebirgsform ihren Namen.
Grund für das ungleiche Anheben der Scholle ist eine hohe Haftreibung auf der flachen Seite. Diese entsteht durch den hohen horizontalen Druck und durch einen vertikal ungeraden und/oder schwach ausgeprägten Bruch. Je nach Richtung unterscheidet man Aufschiebung oder Abschiebung, selten entstehen auch durch Blattverschiebungen pultschollenartige Strukturen.
Die Erosionsenergie pro Fläche unterscheidet sich (unabhängig von der Hauptwetterrichtung) durch das unterschiedliche Gefälle enorm, so dass die flache Seite bedeutend langsamer als die steile erodiert wird. Sie ist daher teilweise auch in Kammrichtung eben.

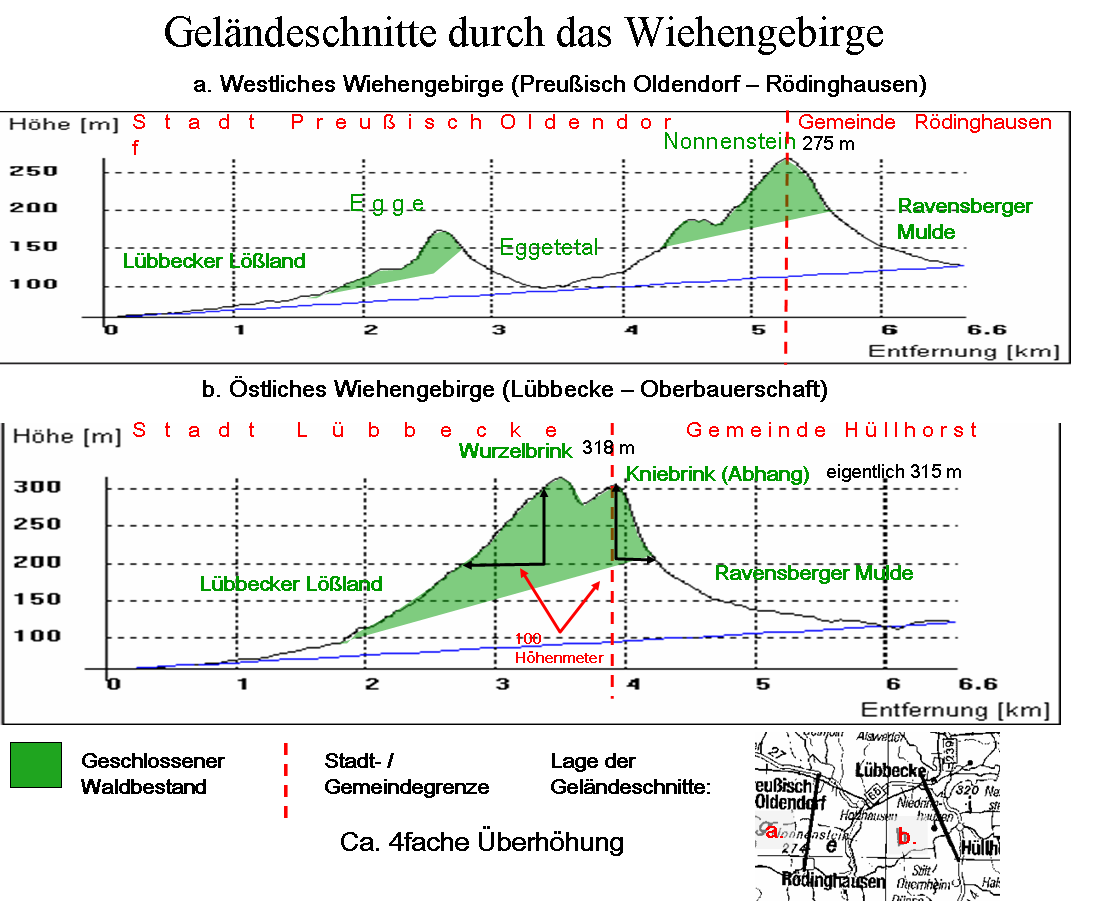
Geländeprofile des Wiehengebirges

Beispiele für Pultschollengebirge
- Erzgebirge
- Harz
- Schwarzwald und Vogesen
- Wiehengebirge
- Appalachen